# デヴィッド・ジュリアス
デヴィッド・ジェイ・ジュリアス（David Jay Julius, 1955年11月4日 - ）はアメリカ合衆国の生理学者。カリフォルニア大学サンフランシスコ校教授。
1977年マサチューセッツ工科大学から学士号を取得後、1984年カリフォルニア大学バークレー校から博士号を取得。指導教授はランディ・シェクマンであった。コロンビア大学でポスドクとしてリチャード・アクセルの指導を受けた。
痛覚の様々な側面に関わるイオンチャネルを同定し、痛みや熱感覚の分子基盤を発見した。2021年、「温感と触覚の受容体の発見」でアーデム・パタプティアンとともにノーベル生理学・医学賞を受賞した。

## 研究経歴
1997年、ジュリアスの研究室はTRPV1をクローニングし、カプサイシンを検出する受容体であると特定した。カプサイシンは唐辛子に含まれ、灼熱感を生み出す化学物質である。 意外なことに、TRPV1は侵害的熱(noxious heat)も検出することがわかった。 TRPV1は構造的に関連する一過性受容体電位型チャネル(TRPチャネル)カチオンチャネルのファミリーの一部である。タンパク質の遺伝子ノックアウトによりTRPV1を欠いた動物は、侵害的熱やカプサイシンへの感度(sensitivity)を失う。
ジュリアスの研究室ではほかにTRPチャネルのスーパーファミリーであるTRPM8 (CMR1)とTRPA1もクローニングし、特性を明らかにした。TRPM8はメンソールと涼しい温度を検出し、TRPA1はマスタードオイル（アリルイソチオシアネート）を検出することを明らかにした。これらの発見からは、TRPチャネルがある温度範囲と化学物質を検出することが示唆される。ジュリアスの研究室はまた、これらのチャネルを調整(modulate)する毒素を発見し、侵害受容(nociception)の研究に大きく貢献するとともに、多様な種においてチャネル適応がそれぞれ特有であることを説明した。さらには、同じ大学のYifan Cheng博士らとの共同研究のもと、数多くのTRPチャネルのcryo-EM構造を決定した。

## 受賞歴
- 2007年 アルデン・スペンサー賞
- 2010年 アストゥリアス皇太子賞 学術・技術研究部門
- 2010年 ショウ賞 生命科学および医学部門
- 2010年 パサノ賞
- 2013年 国際ポール・ヤンセン生物医学研究賞
- 2014年 トムソン・ロイター引用栄誉賞
- 2017年 ガードナー国際賞
- 2017年 HFSP中曽根賞
- 2019年 ローゼンスティール賞
- 2020年 生命科学ブレイクスルー賞
- 2020年 カヴリ賞 神経科学部門
- 2020年 BBVA Foundation Frontiers of Knowledge Award 生体医学部門
- 2021年 ノーベル生理学・医学賞

## 参照
- David Julius
- 49th FACULTY RESEARCH LECTURE